# Curvularia harveyi
Curvularia harveyi är en svampart som beskrevs av Shipton 1966. Curvularia harveyi ingår i släktet Curvularia och familjen Pleosporaceae.   Inga underarter finns listade i Catalogue of Life.